# 帝位継承法 (ロシア帝国)
1797年4月5日の帝位継承法（ロシア語: Акт о порядке престолонаследия от 5 апреля 1797 года）は、ロシア帝国のロマノフ朝の家法の一つ。

## 経緯
軍事的な動きを伴った即位
- エカチェリーナ1世：義理の孫ピョートル即位の動きを封じ、自らが即位した。
- エリザヴェータ：クーデターによりイヴァン6世を廃した。
- エカチェリーナ2世：クーデターにより夫ピョートル3世を廃した。

ロマノフ家の血を引かない即位
- エカチェリーナ1世
- エカチェリーナ2世

1797年4月5日（4月16日）にロシア皇帝・パーヴェル1世は、皇帝または皇后に帝位継承権者を指名することを認めたピョートル大帝の帝位継承法を廃止してこの法令を制定した。この帝位継承法ではそれまで曖昧だった帝位継承の順序を初めて明文化し、男性皇族や男系男子が優先的に帝位継承権を行使できると規定した。また、女性皇族や女系皇族は「男系男子が絶えた場合」という条件付きでの帝位継承権を認められたものの、女性皇族の帝位継承権行使を事実上制限する内容だった。
ニコライ2世が1906年に国家基本法を制定した際、帝位継承法は一部修正を経た上で国家基本法の第2章に編入されたため、独立した法律としては廃止された。